# MLDonkey
MLDonkey là một trình khách của mạng đồng đẳng có mã nguồn mở, cho phép tải tệp từ nhiều nguồn cung cấp khác nhau. MLDonkey còn được gọi dưới một tên khác là mạng đồng đẳng Overlay vì nó hoạt động trên mạng Overlay. Lúc mới ra đời MLDonkey chỉ chạy trên hệ điều hành Linux  hỗ trợ giao thức eDonkey, giờ đây nó có thể chạy trên rất nhiều hệ điều hành khác nhau bao gồm: Unix-like, Mac OS X, Windows, MorphOS và hỗ trợ rất nhiều giao thức chia sẻ tệp đồng đẳng.
MLDonkey được bắt đầu phát triển vào cuối năm 2001. Người đầu tiên xây dựng dự án là Fabrice Le Fessant làm việc tại INRIA.
MLDonkey hỗ trợ các giao thức chia sẻ tệp ngang hàng sau  đây, có giao thức chỉ hỗ trợ một phần, có giao thức hỗ trợ hoàn toàn:
- BitTorrent
- DirectConnect – Thông thường có rất nhiều người sử dụng chương trình MLDonkey thổi phồng kích thước tệp họ chia sẻ, những người này sẽ không được tiếp nhận tại rất nhiều hubs DC, các hubs DC này áp dụng một luật là không bịa đặt tệp chia sẻ (hiện tại chưa được thực hiện)
- mạng EDonkey
- FastTrack
- Gnutella
- Gnutella2
- http/ftp
- Kad Network
- Overnet
- OpenNap (hiện tại chưa được thực hiện)
- SoulSeek (hiện tại chưa được thực hiện)

MLDonkey được viết bằng ngôn ngữ lập trình Ocaml và bản quyền được phát hành theo giấy phép GPL, chương trình được chia thành hai phần tách biệt, phần giao diện người dùng (tăng tính linh động của giao diện, người dùng có thể lựa chọn giao diện kiểu trình duyệt, telnet hoặc giao diện của hãng thứ ba) và phần mã thực hiện công việc giao tiếp với các trình khách trong mạng đồng đẳng khác.